# Теодор Рошчак
Теодор Рошак (Теодор Роззак; англ. Theodore Roszak; 15 листопада 1933, Чикаґо, Іллінойс — 5 липня 2011, Берклі, Каліфорнія) — американський культуролог, філософ, письменник, автор бестселера Створення контркультури (1969).

## Біографія
Народився у католицькій сім'ї, батько був імміґрантом, працював столяром. Скоро сім'я переїхала до Лос-Анджелеса, де Теодор навчався у школі; там зустрів майбутню дружину Бетті.
Отримав ступінь бакалавра (1955) у Стенфордському університеті, доктора історії (1958) у Принстонському університеті. Викладав в університетах Стенфордському (1959), Університеті Британської Колумбії, Університеті Сан-Франциско. у 1964–1965 роках був редактором газети Peace News у Лондоні, після повернення до США — професором історії, директором Інституту Екопсихології у Каліфорнійському державному університеті у Hayward в East Bay..
Був автором і редактором 17 книг, тверезомислячим дослідником, «хресним батьком» контркультури (термін з 1968 року). Не був хіппі. Став широко популярним після публікації монографії The Making of a Counter Culture (Створення контркультури) (1968–1969), яка вийшла 400 тисячним накладом.
Вплив філософії Роззака був величезним. Фрітьоф Капра називав його «одним із найбільш спостережливих і зрозумілих інтерпретаторів соціальних процесів сучасності». Алан Уотс писав з приводу публікації Створення контркультури у San Francisco Chronicle: «Якщо ви хочете знати, що відбувається з вашими розумними, потайними і бунтівними дітьми, ця книга для вас. Проблема поколінь, студентські рухи, нові ліві, бітники і хіппі, психоделічний рух, рок-музика, відродження окультизму і містики, протест проти нашої участі у В'єтнамі, і, здавалося б, дивне небажання молоді користатися благами технологічного суспільства, всі ці питання обговорені в ній, зі співчуттям і конструктивною критикою, щонайкрасномовнішим, мудрим і гуманним істориком».
Був лідером у галузі, яку він назвав Екопсихологією. Передбачав, що майбутня революція вийде з енергії релігійного відродження.

## Твори

### Нехудожні
- The Dissenting Academy (1968)
- The Making of a Counter Culture (1969)
- Masculine/Feminine: Readings in Sexual Mythology and the Liberation of Women (1969)
- Where the Wasteland Ends (1972)
- Sources (1972)
- Unfinished Animal: The Aquarian Frontier and the Evolution of Consciousness (1975)
- Person/Planet: The Creative Disintegration of Industrial Society (1979)
- From Satori to Silicon Valley (1986)
- The Cult of Information (1986)
- Fool's Cycle/Full Cycle (1988) ISBN 0-931191-07-6.
- The Voice of the Earth (1992)
- The Gendered Atom (1999)
- Kanner, Roszak, & Gomes. Ecopsychology: Restoring the Earth, Healing the Mind. (1995) ISBN 0-87156-406-8
- World Beware! American Triumphalism in an Age of Terror (2006, ISBN 1-897071-02-7)
- The Making of an Elder Culture: Reflections on the Future of America's Most Audacious Generation. (2009) New Society Publishers. ISBN 978-0-86571-661-2

### Статті
- «Birth of an Old Generation»
- "When the Counterculture Counted
- «Raging Against the Machine: In its '1984' Commercial, Apple Suggested that its Computers Would Smash Big Brother. But Technology Gave Him More Control.» Los Angeles Times, January 28, 2004.

### Художні
- Pontifex («Понтифік») (1974)
- Bugs («Жуки», «Помилки») (1981)
- Dreamwatcher («Хранитель снів») (1985)
- Flicker («Кіноманія», «Мерехтіння») (1991)
- The Memoirs of Elizabeth Frankenstein («Спогади Елізабет Франкенштейн») (1995)
- The Devil and Daniel Silverman («Диявол і Деніел Сільверман») (2003)